# Дрен (планина)
Вижте пояснителната страница за други значения на Дрен.
Дрен или Дрен планина (на македонска литературна норма: Дрен планина, Дрен) е планина в южната част на Северна Македония. Дрен планина огражда от изток Прилепското поле и областта Пелагония, от юг склоновете и ограждат котловината Мариово, от запад огражда Раечката котловина. На север Дрен планина се свързва чрез прохода Плетвар с планината Бабуна, в южнита си част чрез прохода при село Бонче и бившето село Писокал планината се свързва със Селечката планина. От север Дрен планина и планината Бабуна образуват най-източната вдлъбнатина на Прилепското поле, в дъното на която лежи самият град Прилеп, който се свързва чрез прохода Плетвар с Тиквешко.
Най-високият връх е Ливада 1663 m, разположен в западната част. Други по-високи върхове са Четири буки (1476 m) и Лигуроса (1152 m).